# Johan Alfred Jansson
Johan Alfred Jansson, född den 18 februari 1845 på Backgården i Väderstads socken i Östergötland, död 1941 i Stockholm, var en svensk affärsman. Han började sin bana som skomakare, men grundade 1866 en pantbank på Östermalm i Stockholm. Pantbelåningen var inledningsvis en bisyssla till skomakeriet men växte och snart kom Johan Alfred Jansson att helt ägna sig åt pantbanken. 1879 köpte Johan Aflred Jansson en fastighet på Storgatan 8 av justitierådet Johan Otto Wedberg. Fastigheten blev både affärslokal till pantbanken och bostad åt Johan Alfred Janssons familj. Från 1909 bedrevs verksamheten i aktiebolag under firman Aktiebolaget för Varubelåning. Den av Jansson grundade verksamheten kallas idag Pantbanken Sverige. En av Johan Alfred Janssons söner var författaren Gustaf Janson.